# Irene Guest
Irene May Guest, née le 22 juillet 1900 à Philadelphie et morte le 14 juin 1970 à Ocean Gate, est une nageuse américaine.

## Biographie
Aux Jeux olympiques d'été de 1920 à Anvers, Irene Guest remporte la médaille d'or du relais 4x100 mètres nage libre avec Margaret Woodbridge, Frances Schroth et Ethelda Bleibtrey. Elle est aussi médaillée d'argent du 100 mètres nage libre.
Elle est admise à titre posthume au sein de l'International Swimming Hall of Fame en 1990.